# William Afton
(William Afton, Freddy Fazbear's Pizzeria Simulator)
William Afton, anche conosciuto come Springtrap e Purple Guy, è un personaggio immaginario ideato da Scott Cawthon e il principale antagonista della serie multimediale Five Nights at Freddy's. È uno spietato serial killer infanticida e il principale responsabile della maggior parte degli incidenti della saga.
È doppiato da PJ Heywood nei videogiochi e interpretato da Matthew Lillard nel film. Il personaggio, introdotto ufficialmente nel secondo capitolo, è stato accolto abbastanza positivamente da fan e critici, soprattutto per il suo design e il suo retroscena.

## Concezione e sviluppo
Scott Cawthon ideò William Afton per i minigiochi di Five Nights at Freddy's 2 come sprite viola in stile Atari, da cui prende il soprannome datogli dai fan di "Purple Guy". il personaggio venne introdotto fisicamente come antagonista principale nel terzo capitolo sotto le vesti di "Springtrap", un animatrone a forma di coniglio. Springtrap è la stessa tuta di Spring Bonnie usata dall'assassino, ma malridotta e scolorita a causa del tempo, e dai vari buchi della tuta è possibile intravedere il cadavere mummificato di Afton. Secondo l'autore, la concezione del design non fu difficile, sostenendo che era semplicemente "il cattivo più naturale per quel gioco", tuttavia fu l'animatrone più difficile da modellare, soprattutto a causa del corpo dell'assassino. In Freddy Fazbear's Pizzeria Simulator il design di Springtrap venne drasticamente cambiato con un modello più stilizzato, rendendo il cadavere più visibile e con maggiore enfasi sulle ossa.

### Doppiaggio e Interpretazione

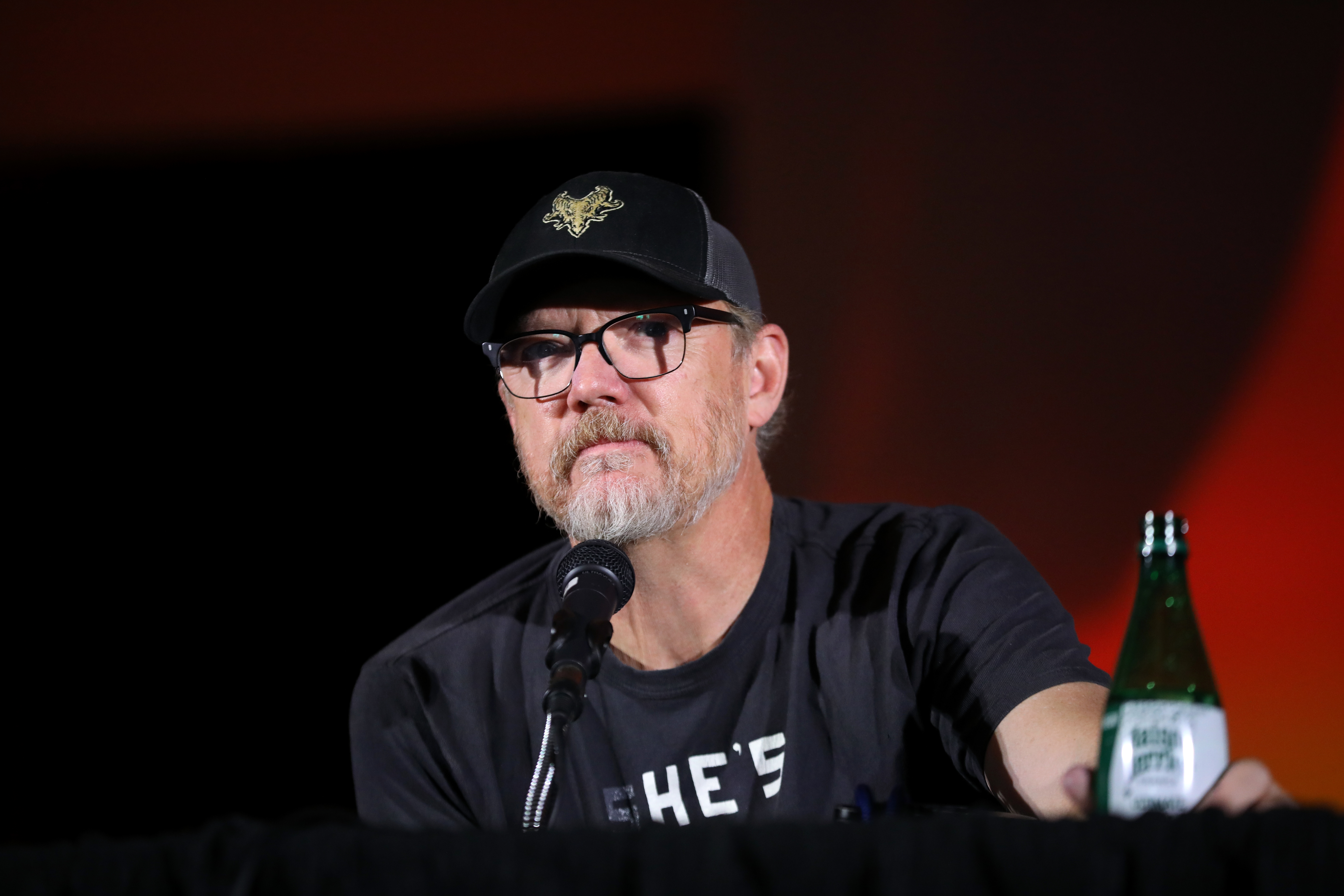
Matthew Lillard, l'attore interprete di William Afton nel film

In Five Nights at Freddy's: Sister Location il personaggio viene doppiato da PJ Heywood. Il doppiatore affermò in un'intervista che basò la voce del personaggio su quella di Hannibal Lecter de' Il silenzio degli innocenti. La scelta di dare al personaggio un accento britannico fu del doppiatore e non dell'autore. PJ sostenne inoltre che William "è una terribile persona, ma un ottimo personaggio". PJ riprese il ruolo anche in Freddy Fazbear's Pizzeria Simulator e Five Nights at Freddy's AR: Special Delivery.
William riappare come antagonista principale anche nel film, sotto il falso pseudonimo di "Steve Raglan". È stato interpretato dall'attore Matthew Lillard e doppiato nella versione italiana da Christian Iansante. Prima dell'audizione, Matthew Lillard non aveva idea chi fosse William Afton e si soprese quando entrambi i suoi figli gli dissero che sarebbe stato "un ruolo importantissimo". Durante le riprese sentì quindi una grossa pressione su di sé, visto non voleva deludere i fan; questa fu, secondo lui, la parte più difficile dell'interpretare quel ruolo. Quando, in un'intervista, gli chiesero cosa ne pensasse del suo personaggio, rispose che è "un mostro orribile che riceve la sua punizione dalle sue stesse creazioni". Lillard ha confermato che riprenderà il ruolo anche nel seguito.

## Biografia del personaggio

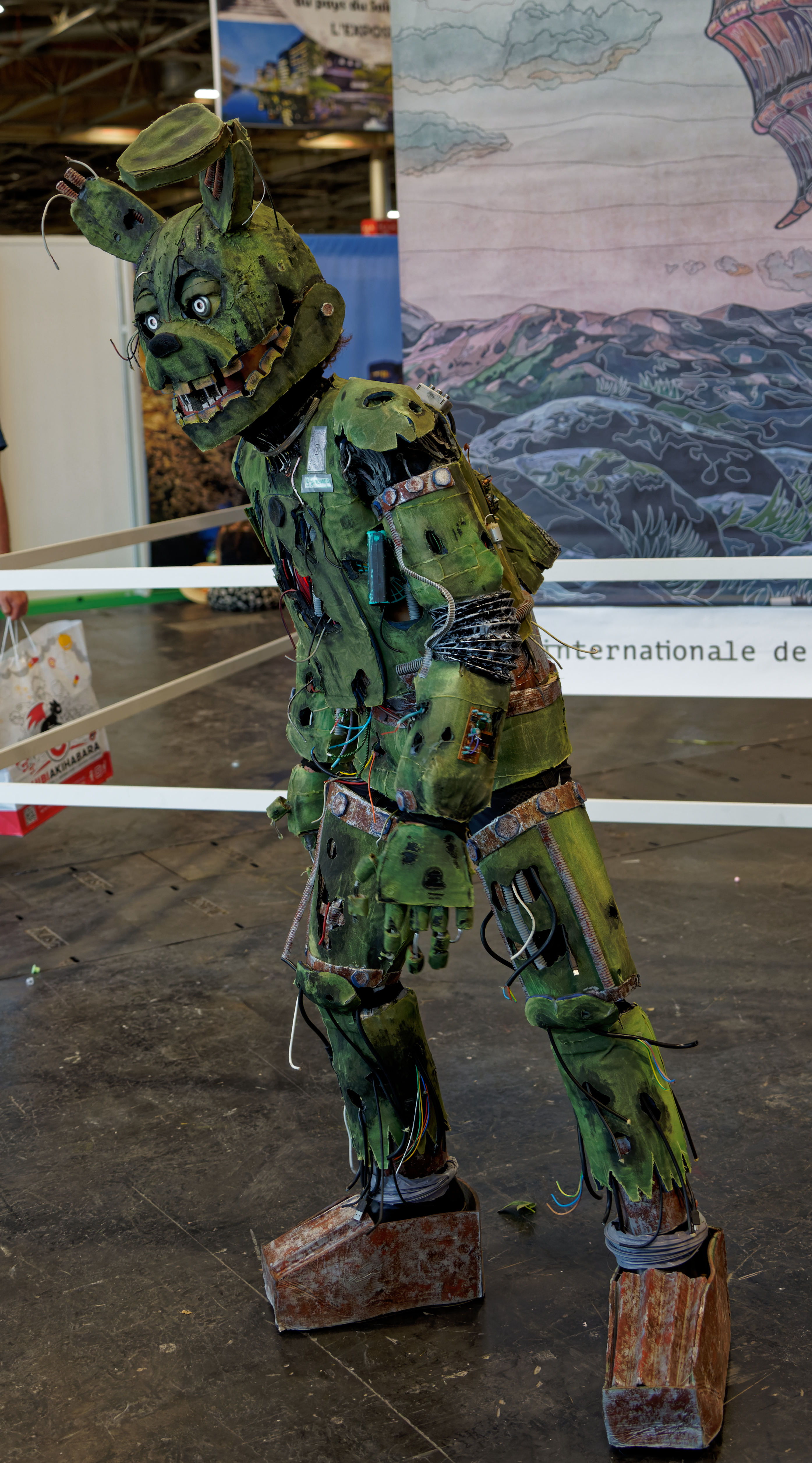
Cosplayer di William Afton, sotto le vesti di Springtrap, al Japan Expo 2022

William Afton è un uomo d'affari con tre figli: Michael Afton, Elizabeth Afton e un terzo innominato, chiamato dai fan "Crying Child". È il co-fondatore, insieme ad Henry Emily, della "Fazbear Entertainment", un'azienda che si occupa di produrre robot per una catena di ristoranti. Insieme aprono il "Fredbear's Family Diner" con principale attrazione due animatroni: l'orso Fredbear e il coniglio Spring Bonnie, due tute con serrature a scatto (springlocks in originale) utilizzabili anche dagli umani. Nel 1983 morì suo figlio minore, "Crying Child", per via di uno scherzo organizzato da Michael: inserire il fratellino tra le fauci di Fredbear. William, in preda alla rabbia, all'odio e la gelosia che provava per Henry, uccise una sera la figlia del collega: Charlotte Emily, mentre quest'ultima era chiusa fuori dal ristorante, buttando il suo corpo tra la spazzatura. Il 26 giugno di un anno non precisato, ma probabilmente il 1985, William si travestì con la tuta in disuso di Spring Bonnie e attirò, in una stanza nascosta dalle telecamere, cinque bambini: Susie, Gabriel, Jeremy, Fritz e Cassidy; uccidendoli e inserendo i loro corpi nelle tute di Chica, Freddy, Bonnie, Foxy e Fredbear rispettivamente.
Da questi avvenimenti incominciò a studiare i "residui delle emozioni" (remnant in originale) per scoprire come le anime dei bambini siano ancora presenti negli animatroni e ambire nel mentre all'immortalità. In seguito costruì i robot denominati "Funtime" e aprì un nuovo locale chiamato "Circus Baby's Pizza World" con Afton Robotics, LLC con il compito di catturare e sperimentare sui bambini. La figlia minore di William, Elizabeth, si avvicinò troppo a Circus Baby, ignorando gli avvertimenti del padre, e venne uccisa, mandando in fumo i suoi piani. Dopo ciò trasformò il suo bunker nel "Circus Baby's Entertainment and Rental". William incaricherà successivamente suo figlio Michael per andare a "salvare" sua sorella in Sister Location.
William, dopo gli avvenimenti del primo capitolo, ritornerà alla pizzeria per smantellare gli animatroni, ma così facendo libera le anime delle sue vittime, che lo circondano. William si nasconde quindi nella tuta di Spring Bonnie che ha usato per toglier loro la vita, ma a causa di un malfunzionamento e dell'umidità, si attivano inaspettatamente le serrature a scatto, uccidendo l'assassino. 30 anni dopo, durante  Five Nights at Freddy's 3, William viene ritrovato ancora dentro il costume dallo staff del "Fazbear's Fright", un'attrazione a tema horror basata sulle tragedie delle pizzerie precedenti. Dopo sei notti, l'attrazione viene bruciata, ma William Afton, ora conosciuto come Springtrap, è sopravvissuto.
In Freddy Fazbear's Pizzeria Simulator, Springtrap viene attirato, insieme ad altri animatroni, all'interno del "Freddy Fazbear's Pizza Place", una nuova pizzeria costruita dal socio Henry Emily. Il sesto giorno Henry sigilla tutte le uscite e appicca un incendio per porre fine a tutto. William Afton, tuttavia, viene mantenuto in un inferno personalizzato, dove viene continuamente attaccato dalle sue stesse creazioni, presidiato da "La persona che non avresti dovuto uccidere", una delle sue vittime la cui identità sembra essere quella di Cassidy. Nei capitoli successivi della serie videoludica, la sua influenza è ancora presente a causa dell'intelligenza artificiale "The Mimic", che ne ha copiato i manierismi.

## Altre versioni

### Film
William riprende il ruolo di antagonista principale nel film. In questo universo narrativo, William ha una figlia di nome Vanessa. In un anno non precisato uccide cinque bambini e rapisce il fratellino del protagonista, Garrett Schmidt. William da quel momento diventa consulente sotto il falso nome di "Steve Raglan". All'inizio del film, offre al protagonista Mike Schmidt il lavoro di guardia notturna per la Freddy Fazbear's Pizzeria, dopo aver riconosciuto il suo cognome. Verso la fine della pellicola, Vanessa rivela a Mike la vera identità del padre e di come sia in controllo dei robot. Mike, ritornato alla pizzeria, viene bloccato dallo stesso William, che indossa la sua tuta di Spring Bonnie. Vanessa cerca di convincerlo a fermarsi, ma lui la pugnala. Abby, la sorella di Mike, però con un disegno convince gli spiriti dei bambini che è William il nemico e questi lo attaccano, facendo attivare le serrature a molla. Nella scena finale, si vede un William dolorante contorcersi nella tuta nel mentre che l'anima di Golden Freddy lo guarda compiaciuto e chiude lentamente la porta.

## Altri media
William è apparso negli spin-off della serie, come FNaF World e Into the Pit. Appare anche nella trilogia di romanzi The Silver Eyes come antagonista principale. In questa trasposizione prende lo pseudonimo di "Dave Miller" e lavora come guardia notturna del supermercato abbandonato dove un tempo c'era la pizzeria. Appare brevemente anche nella serie antologica Gli incubi del Fazbear, principalmente nella storia L'uomo nella stanza 1280 e negli epiloghi. In I racconti del Pizzaplex nella storia Pressione William Afton viene riconosciuto come serial killer e la sua trasformazione in Springtrap è considerata una leggenda metropolitana, mentre nella storia Dittofobia sono presenti i suoi esperimenti e fa un cameo come registrazione audio.

## Accoglienza

### Popolarità

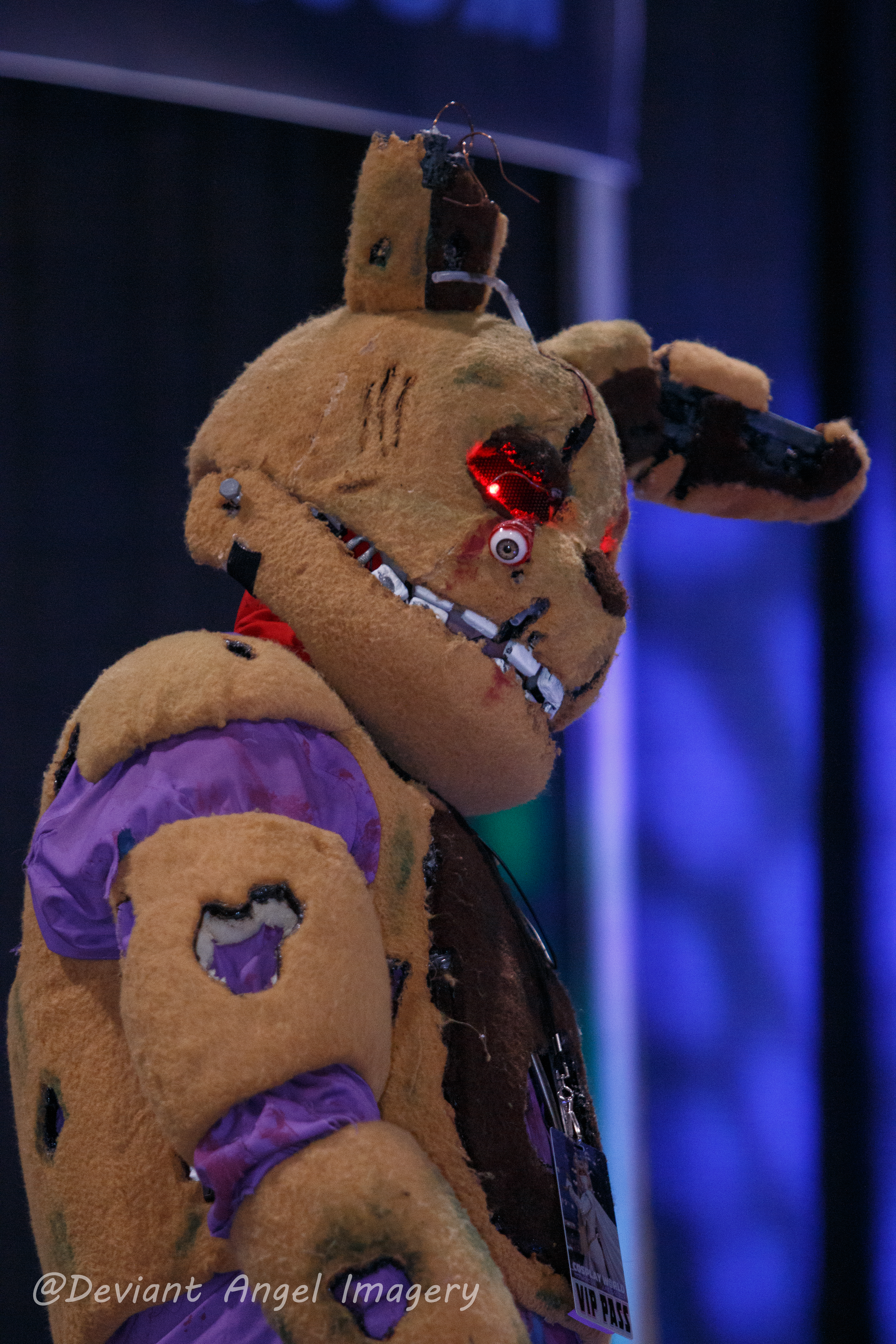
Un cosplayer di Springtrap al Cosplay World 2024

Il personaggio è stato accolto abbastanza positivamente dai fan ed è divenuto protagonista di cosplay e di svariati meme di internet virali ed  e uno dei personaggi più iconici della serie. È stato spesso descritto come "uno dei personaggi più malvagi nella storia dei videogiochi"

### Critica
Il personaggio è stato accolto abbastanza positivamente dalla critica. B.J. Colangelo di Slash Film ha paragonato il ruolo di William Afton a quello di Jigsaw di Saw - L'enigmista, descrivendo entrambi come "i burattinai che sono dietro a tutta la carneficina". Connor Christie di Pocket Tactis lo ha definito la "personificazione del male" e "nessuna redenzione può scusarlo per ciò che ha fatto". Tom Doyle del The Fielder lo ha considerato uno dei cattivi più interessanti, definendolo "squilibrato, sadico e pianificatore". Tom ha elogiato anche il doppiaggio di PJ Heywood. Il personaggio è stato inserito tuttavia anche tra i cattivi più derisi.
I critici hanno elogiato il design di Springtrap dicendo che è "terrificante", soprattutto per i resti del cadavere dell'assassino. P.J. Molloy di The Gamer ha definito il modo in cui è morto William "disturbante" e lo inserisce 11° nella sua classifica dei migliori cattivi dei videogiochi. Omri Petite di PC Gamer ha lodato le animazioni del personaggio, definendole "fluide e quasi vive", al contrario del resto del cast. Omri ha trovato terrificante i momenti di Five Nights at Freddy's 3 quando il personaggio barcolla dalla finestra dell'ufficio per venirlo a uccidere.
La trasposizione cinematografica è stata ampiamente criticata, tuttavia l'interpretazione di Lillard del personaggio è stata apprezzata, considerandolo uno dei migliori adattamenti di personaggi videoludici. Alexander Vance di Comic Book Resource ha affermato che l'attore ha "brillantemente ritratto William come l'assassino furbo, inquietante e manipolatore dei videogiochi".

## Influenza culturale
Nel videogioco That's Not My Neighbor il personaggio Dr. W. Afton è basato su William, tanto che la sua controparte della "Modalità Nightmare", Orcus Dis Pater, indossa un costume giallo e ha la pelle viola in riferimento al personaggio. Springtrap è diventato uno dei personaggi più richiesti per Dead by Daylight dopo l'annuncio della collaborazione col franchise. Il personaggio ha ricevuto anche diverso Merchandising.